# Acetato de 3,5,5-trimetilexila

Acetato de 3,5,5-trimetilexila é um éster de ácido acético de fórmula semi-desenvolvida CH3–COO–(CH2)2–CH(CH3)–CH2–C(CH3)3 utilizado como aroma na indústria alimentícia e perfumaria. Possui um aroma de madeira e de frutas, mas não é um aroma natural.

## Produção e síntese
Este aditivo é produzido a partir do diisobuteno, que é convertido por hidroformilação, seguida de hidrogenação para formar o álcool correspondente e, finalmente, formar o éster por acetalização.